# هرمسدورف (براندنبورگ)
هرمسدورف (به آلمانی: Hermsdorf) یک شهر در آلمان است که در اوبرشپریوالد-لاوزیتس واقع شده‌است. هرمسدورف ۹۰۸ نفر جمعیت دارد.